# جو رودون
جوزيف بيتر رودون (من مواليد 22 أكتوبر 1997) هو لاعب كرة قدم ويلزي محترف يلعب في مركز قلب الدفاع لنادي توتنهام هوتسبير ومنتخب ويلز.

## مسيرته الكروية

### سوانزي سيتي
إنضم رودون إلى نادي سوانزي سيتي في سن الثامنة في عام 2005.  وقع أول عقد احترافي له في يوليو 2015 وظهر مع الفريق الأول لأول مرة في يناير 2016 في مباراة ضمن منافسات كأس الاتحاد الإنجليزي ضد أوكسفورد يونايتد. وظهر على مقاعد البدلاء للفريق الأول في مباراة ضمن منافسات الدوري الإنجليزي الممتاز على ملعب الإمارات ضد أرسنال في أكتوبر 2017.
في 30 يناير 2018، انضم إلى نادي شلتنهام تاون في دوري الدرجة الثانية على سبيل الإعارة حتى نهاية موسم 2017-18.  
عاد رودون إلى سوانزي سيتي وكان أول ظهور له مع المدرب جراهام بوتر قبل موسم 2018-19. أصبح لاعباً أساسياً في النادي وخاض 21 مباراة في الموسم التالي تحت قيادة المدرب الجديد ستيف كوبر .

### توتنهام هوتسبر
وقع رودون عقد مدته خمس سنوات مع نادي توتنهام هوتسبير في 16 أكتوبر 2020 مقابل حوالي 11 مليون جنيه إسترليني.   ظهر رودون لأول مرة في الدوري الإنجليزي الممتاز مع توتنهام هوتسبير في 26 أكتوبر 2020 بعد أن حل بديلاً لسون هيونج مين في الدقيقة 93 في المباراة التي فاز بها فريقه 1-0 خارج أرضه على بيرنلي.  بدأ أول مباراة له مع النادي في مباراة الذهاب ضد تشيلسي في 29 نوفمبر حيث غاب توبي ألدرويرلد بسبب الإصابة، وساعد في الحفاظ على شباك الفريق نظيفة في تعادل 0-0.  

## مسيرته الدولية
تم اختياره في تشكيلة أولية من منتخب ويلز في مايو 2018 لخوض مباراة ودية ضد المكسيك ولكن تم استبعاده من القائمة النهائية.  تم استدعاؤه لأول مرة في تصفيات سبتمبر 2019 ضد أذربيجان. 

## حياته الشخصية
كان جد رودون بيتر وعمه كريس رودون من لاعبي كرة القدم المحترفين. 
 

## روابط خارجية
- جو رودون على موقع الاتحاد الدولي (مؤرشف)  (الإنجليزية)
- جو رودون على موقع الاتحاد الأوربي (الإنجليزية)
- جو رودون على موقع قاعدة بيانات كرة القدم.إي يو (الإنجليزية)
- جو رودون على موقع ليكيب (الفرنسية)
- جو رودون على موقع ناشيونال فوتبول تيمز (الإنجليزية)
- جو رودون على موقع Soccerbase.com (لاعب) (الإنجليزية)
- جو رودون على موقع Soccerway.com (الإنجليزية)
- جو رودون على موقع عالم كرة القدم.نت (الإنجليزية)
- جو رودون على موقع AS.com (الإسبانية)

- الملف الشخصي على موقع نادي توتنهام هوتسبير
- جو رودون على Soccerbase